# Campoplex albitarsus
Campoplex albitarsus är en stekelart som beskrevs av Rudow 1883. Campoplex albitarsus ingår i släktet Campoplex och familjen brokparasitsteklar. Inga underarter finns listade.